# Ommatoiulus parallelus
Ommatoiulus parallelus är en mångfotingart som först beskrevs av Carl Ludwig Koch 1847.  Ommatoiulus parallelus ingår i släktet Ommatoiulus och familjen kejsardubbelfotingar. Inga underarter finns listade i Catalogue of Life.